# Liste des longs métrages dominicains proposés à l'Oscar du meilleur film international
Cet article présente la liste des longs métrages dominicains proposés à l'Oscar du meilleur film international.

## Films proposés par la République dominicaine
| Année (Cérémonie) | Titre français                         | Titre original                         | Réalisateur                                    | Résultat   |
| ----------------- | -------------------------------------- | -------------------------------------- | ---------------------------------------------- | ---------- |
| 1984 (56e)        | Guaguasi (es)                          | Guaguasi (es)                          | Jorge Ulla                                     | Non nommé  |
| 1989 (61e)        | Un pasaje de ida (es)                  | Un pasaje de ida (es)                  | Agliberto Meléndez (en)                        | Non nommé  |
| 1996 (68e)        | Nueba Yol: Por fin llegó Balbuena (es) | Nueba Yol: Por fin llegó Balbuena (es) | Ángel Muñiz (es)                               | Non nommé  |
| 2012 (84e)        | La Hija Natural (es)                   | La Hija Natural (es)                   | Leticia Tonos (es)                             | Non nommé  |
| 2013 (85e)        | Jaque Mate                             | Jaque Mate                             | José María Cabral                              | Non nommé  |
| 2014 (86e)        | ¿Quién manda? (es)                     | ¿Quién manda? (es)                     | Ronni Castillo                                 | Non nommé  |
| 2015 (87e)        | Cristo Rey                             | Cristo Rey                             | Leticia Tonos (es)                             | Non nommé  |
| 2016 (88e)        | Les Dollars des sables                 | Dólares de Arena                       | Laura Amelia Guzmán (es), Israel Cárdenas (es) | Non nommé  |
| 2017 (89e)        | Flor de azúcar (es)                    | Flor de azúcar (es)                    | Fernando Baez Mella (es)                       | Non nommé  |
| 2018 (90e)        | Carpinteros (es)                       | Carpinteros (es)                       | José María Cabral                              | Non nommé  |
| 2019 (91e)        | Cocote (es)                            | Cocote (es)                            | Nelson Carlo de Los Santos Arias               | Non nommé  |
| 2020 (92e)        | El proyeccionista (es)                 | El proyeccionista (es)                 | José María Cabral                              | Non nommé  |
| 2021 (93e)        | Mis 500 Locos (es)                     | Mis 500 Locos (es)                     | Leticia Tonos (es)                             | Non nommé  |
| 2022 (94e)        | La fiera y la fiesta (es)              | La fiera y la fiesta (es)              | Laura Amelia Guzmán (es), Israel Cárdenas (es) | Non nommé  |
| 2023 (95e)        | Bantú Mama                             | Bantú Mama                             | Ivan Herrera                                   | Non nommé  |
| 2024 (96e)        | Cuarencena (es)                        | Cuarencena (es)                        | David Maler                                    | Non nommé  |
| 2025 (97e)        | Aire (en)                              | Aire (en)                              | Leticia Tonos (es)                             | En attente |